# دیستده

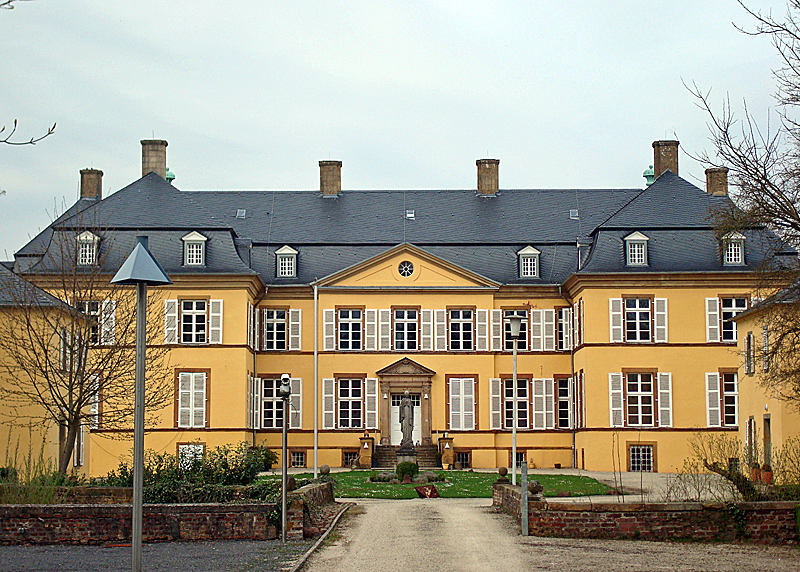
قلعه کراسنشتاین در دیستده

دیستده (به آلمانی: Diestedde) یک منطقهٔ مسکونی در آلمان است که در وادرسلوه واقع شده‌است. دیستده ۲٬۴۶۳ نفر جمعیت دارد.